# بطولة العالم لسباق الدراجات على الطريق 1951
بطولة العالم لسباق الدراجات على الطريق 1951 هي الدورة ال24 من بطولة العالم لسباق الدراجات على الطريق، أجريت في فاريزي، إيطاليا.

## برنامج المسابقات
رجال
- سباق الطريق المداري.

سيدات
- سباق الطريق المداري.

## النتائج النهائية
| المسابقة            | ذهبية                   | فضية                    | برونزية                     |
| ------------------- | ----------------------- | ----------------------- | --------------------------- |
| الرجال              |                         |                         |                             |
| سباق الطريق المداري | فرديناند كوبلر (سويسرا) | فيورنزو ماغني (إيطاليا) | أنطونيو بيفيلاكوا (إيطاليا) |